# Oberbarnim
 (avril 2023).
Si vous disposez d'ouvrages ou d'articles de référence ou si vous connaissez des sites web de qualité traitant du thème abordé ici, merci de compléter l'article en donnant les références utiles à sa vérifiabilité et en les liant à la section « Notes et références ».
Oberbarnim est une commune allemande de l'arrondissement de Märkisch-Pays de l'Oder, Land de Brandebourg.
Elle est née de la fusion au 31 décembre 2001 des communes de Bollersdorf/Pritzhagen, Klosterdorf et Grunow. Ihlow fusionne le 26 octobre 2003.

## Toponymie
Bollersdorf, Grunow et Klosterdorf se rapprochent en 2001. Un vote a lieu, la fusion est acceptée, en revanche les communes de Buckow et Waldsieversdorf refusent d'en faire partie. En compromis, le nom d'Oberbarnim est choisi.
Ce nom, en rapport avec le plateau de Barnim conduit à une confusion avec la région touristique autour d'Eberswalde (dans l'arrondissement de Barnim) qui s'appelle ainsi depuis 1890.

## Histoire
Bollersdorf
Bollersdorf est mentionné pour la première fois en 1375 sous le nom de "Boldewinstorff". Le village est la propriété de l'abbaye de Friedland durant le Moyen Âge.
Pritzhagen
Le village de Pritzhagen est mentionné pour la première fois en 1300 sous le nom de "prouesthagen", ainsi que le lieu-dit de Tornow, au bord du Großer Tornowsee. En 1608, son nom est "Prizhagen". Il est une propriété de l'abbaye de Petersberg, d'où le préfixe de "propst". L'histoire du village est marquée par la présence des familles nobles Itzenplitz, Oppen et Reutz. À la fin du XVIIIe siècle, Helene Charlotte von Friedland, propriétaire terrienne, donne un fort développement au village.
Klosterdorf
Mentionné en 1241 sous le nom de "Clostertorp", le village est la propriété de l'abbaye de Zinna.
Grunow
Le village est mentionné en 1315 dans un document de Strausberg avec le nom d'un certain Conradus de Grunow. La position de l'église bien à l'est du village laisse penser à une reconstruction à l'ouest.

## Personnalités liées à la commune
- Erna Wazinski (1925-1944), jeune ouvrière morte durant la Seconde Guerre mondiale.